# Diocèse d'Amarillo
Le diocèse d'Amarillo (latin : Dioecesis Amarillensis) est un diocèse catholique situé aux États-Unis, à Amarillo, dans l'État du Texas. Son évêque actuel est Mgr Patrick Zurek, depuis 2008. 

## Histoire
Le diocèse est créé le 3 août 1926 par démembrement du diocèse de Dallas et du diocèse de San Antonio. Le même jour, ce dernier est élevé au rang d'archidiocèse métropolitain, remplaçant l'archevêque de La Nouvelle-Orléans pour tout le Texas. 
En 1961, une partie du sud du diocèse est attribuée au nouveau diocèse de San Angelo. En 1983, une nouvelle partie du sud du diocèse permet de créer, avec une partie du nord du diocèse de San Angelo, le nouveau diocèse de Lubbock. 

## Territoire
Le diocèse d'Amarillo couvre la partie nord du Texas. Il comprend les comtés de Dallam, Sherman, Hansford, Ochilltree, Lipscomb, Hartley, Moore, Hutchinson, Roberts, Hemphill, Oldham, Potter, Carson, Gray, Wheeler, Deaf Smith, Randall, Armstrong, Donley, Collingsworth, Parmer, Castro, Swisher, Briscoe, Hall et Childress. 

## Lycées
- Académie catholique Sainte-Croix (Holy Cross Catholic Academy), Amarillo

## Anciennes cathédrales
- Cathédrale du Sacré-Cœur (Amarillo, Texas), 1927-1975
- Église Saint-Laurent (Amarillo, Texas), 1975-2011

## Sources
Fiche du diocèse sur Catholic-Hierarchy

## Voir également
- Église catholique aux États-Unis
- Liste des juridictions catholiques aux États-Unis